# Olimpiai gól
Olimpiai gólnak azt nevezik a labdarúgásban, amikor a játékos szögletrúgásból úgy csavarja be a kapuba a labdát, hogy abba senki sem ér bele.

## Eredete
Az elnevezés 1924-ből származik, amikor október 2-án Cesáreo Onzari a mérkőzés 15. percében egy ilyen gólt rúgott Uruguaynak, a címvédő olimpiai bajnoknak. Ez a gól is nagyban hozzájárult ahhoz, hogy a nagy rivális Argentína győzzön a meccsen. Dél-Amerikában ez után terjedt el a "Gol olímpico" kifejezés, amely Észak-Amerika közvetítésével az egész világon meghonosodott.

## Történelem
A labdarúgó világbajnokságok történetében az egyetlen olimpiai gólt a kolumbiai Marco Coll lőtte Lev Jasinnak, az 1962-es világbajnokságon a Szovjetunió ellen 4-4-re végződő mérkőzésen.
A jegyzett mérkőzéseken eddig a legtöbb ilyen gólt, szám szerint nyolcat, a szerb Dejan Petković szerezte.